# Hod Hill
Hod Hill är en kulle i Storbritannien.   Den ligger i kommunen Dorset och riksdelen England, i den södra delen av landet, 160 km väster om huvudstaden London. Toppen på Hod Hill är 140 meter över havet, eller 60 meter över den omgivande terrängen. Bredden vid basen är 1,0 km.
Terrängen runt Hod Hill är lite kuperad. Runt Hod Hill är det ganska tätbefolkat, med 108 invånare per kvadratkilometer. Närmaste större samhälle är Blandford Forum, 5,0 km sydost om Hod Hill. Trakten runt Hod Hill består till största delen av jordbruksmark.